# Napoleó Eugeni Lluís Bonaparte

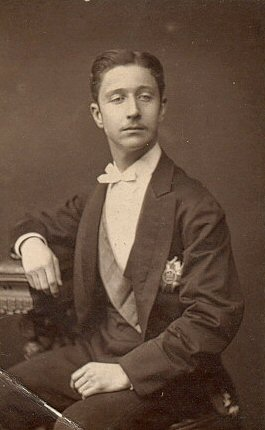
El Príncep Imperial el 1874

Lluís Napoleó, del seu nom complet Napoleó Eugeni Lluís Joan Josep Napoleó, príncep imperial francès (París, 16 de març del 1856 - Sud-àfrica, 1 de juny del 1879), fou l'únic fill de Napoleó III, emperador de França i de la seva esposa Eugènia de Montijo.
Fou ocasionalment conegut pels partidaris de la monarquia a França com a Napoleó IV o, erròniament (car ell mai no fou conegut així), com a Napoleó Eugeni Bonaparte o Eugeni-Lluís Bonaparte. Ostentà el títol a Espanya de Comte de Teba per renúncia de la seva mare, però utilitzà el de comte de Pierrefonds (ja utilitzat pel seu pare Napoleó III).